# セントルイス・テリアズ
セントルイス・テリアズ（St. Louis Terriers）は、1914年と1915年にアメリカ合衆国ミズーリ州セントルイスを本拠地として、フェデラル・リーグで活動していたプロ野球チーム。

## 球団史
1913年のフェデラル・リーグ創設の際チームが結成され、1914年シカゴ・カブスのエースだったモーデカイ・ブラウンを選手兼任監督に招いた。チームは開幕当初10勝2敗と好調だったが、5月になると勝てなくなり、ブラウン自身もシーズン中にブルックリンに移籍するなどしたこともあり、1年目はリーグ最下位の成績に終わった。
2年目の1915年、チームはフィラデルフィア・アスレチックス（現オークランド・アスレチックス）からエディ・プランクを招き入れる。プランクは21勝11敗、防御率2.08と期待に応え、自身も9月11日の試合で通算300勝を達成している。この年チームは前年不調だったデイブ・ダベンポート、ドク・クランドールとプランクの3人の20勝投手を出し、攻撃面では前年テリアズでデビューしたジャック・トビンがリーグ最多安打を記録する活躍を見せ、首位とゲーム差なしの勝率2位の成績を残した。1915年にフェデラル・リーグが解散した際、チームはアメリカンリーグのセントルイス・ブラウンズ（現ボルチモア・オリオールズ）に吸収された。

## 戦績
※順位は勝率による。
| 年度   | リーグ | 試合 | 勝利 | 敗戦 | 勝率 | 順位 | 監督                                          | 本拠地         |
| ------ | ------ | ---- | ---- | ---- | ---- | ---- | --------------------------------------------- | -------------- |
| 1914年 | FL     | 154  | 62   | 89   | .411 | 8位  | モーデカイ・ブラウン フィールダー・ジョーンズ | Handlan's Park |
| 1915年 | FL     | 159  | 87   | 67   | .565 | 2位  | フィールダー・ジョーンズ                      | Handlan's Park |

## 所属した主な選手
- ジャック・トビン：右翼手。通算打率.309。1915年リーグ最多安打、1921年セントルイス・ブラウンズで236安打を記録。
- デイブ・ダベンポート：投手。1915年リーグ最多奪三振。同年9月に無安打試合を達成。
- ドク・クランドール：投手。1915年に21勝を挙げ、打つ方でも.284の打率を残した。
- エディ・プランク：投手。1915年に参加し21勝を挙げた。後にアメリカ野球殿堂入り。

## 主な球団記録
打撃記録
- 通算安打数：327（ジャック・トビン）
- 通算本塁打：13（ジャック・トビン）
- 通算打点数：113（ウォード・ミラー）
- 通算盗塁数：51（ウォード・ミラー、ジャック・トビン）

投手記録
- 通算勝利数：34（ドク・クランドール）
- 通算奪三振：371（デイブ・ダベンポート）
- 無安打試合：1915年9月7日（デイブ・ダベンポート）